# Raimund III. (Termes)

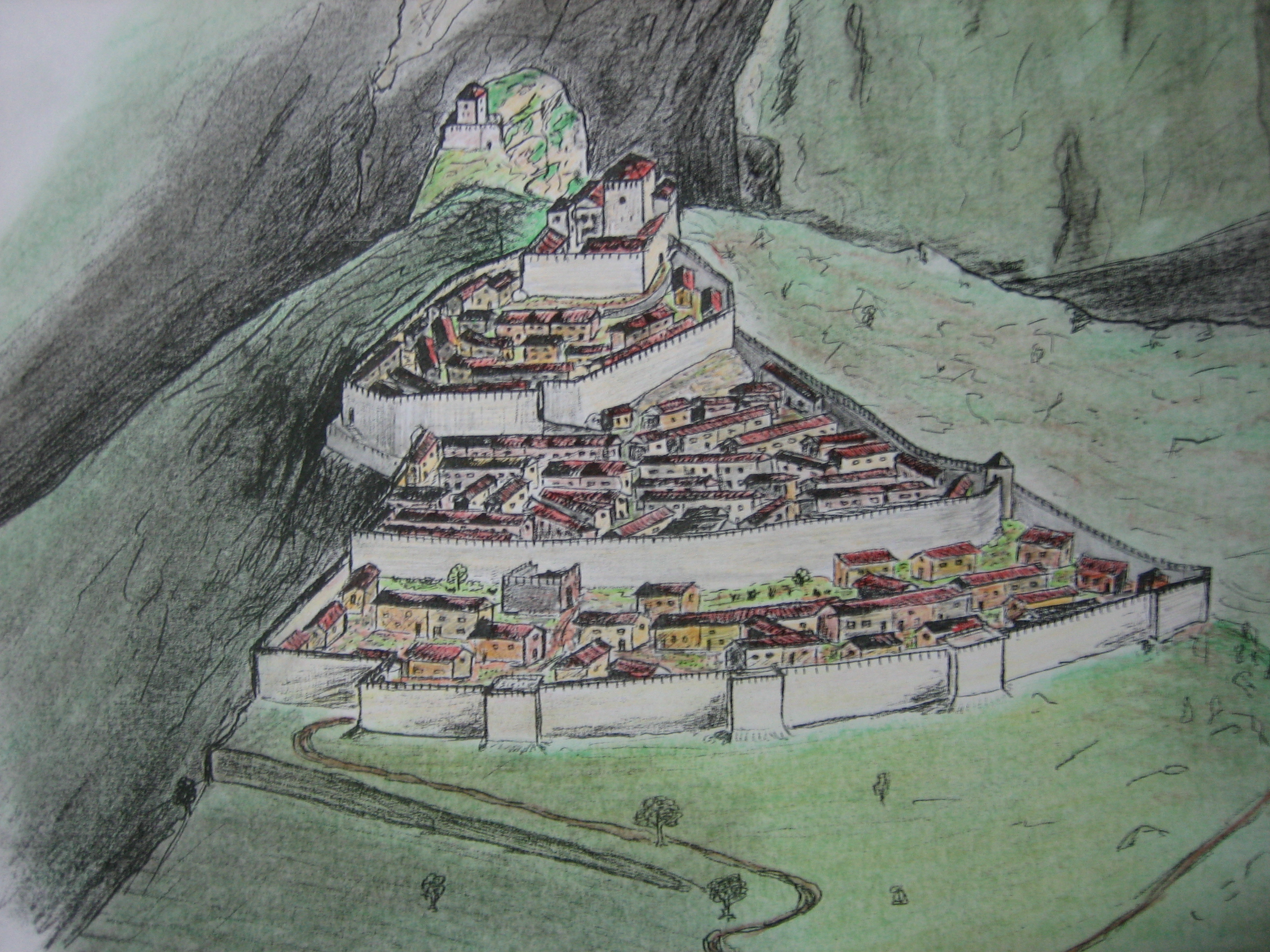
Rekonstruktionszeichnung der Katharerburg Termes mitsamt den vorgelagerten castra vor der Einnahme und Zerstörung im Jahr 1210

Raimund III. von Termes (* um 1170; † um 1210 in Carcassonne) war zur Zeit der Albigenserbewegung im Süden Frankreichs Burg- und Grundherr (seigneur) der Burg Termes und anderer Besitzungen in der Umgebung.

## Biographie
Über sein Leben ist nicht viel bekannt – er war der Sohn von Wilhelm III. und seiner Frau Adalmurs (de Fénouillet); Benoît de Termes, der spätere Albigenserbischof der Grafschaft Razès, war möglicherweise sein Bruder. Er war formell Vasall der Vizegrafen von Carcassonne, doch faktisch übte er die Grundherrschaft über seine Besitzungen weitgehend selbständig aus. Man warf ihm vor, die Ketzerei zu unterstützen und das Lesen der Messe auf der Burg zu unterbinden; im Schutz der Burg befand sich eine terrassenförmig angelegte und von Mauern umgebene Siedlung oder Vorburg (Castrum), in welchem viele Albigenser mit ihren Familien Schutz suchten. Gleich zu Beginn des Albigenserkreuzzugs (1209–1229) wurde die Burg Termes als eine der ersten von den zumeist aus dem Norden Frankreichs stammenden Rittern belagert; sie ergab sich nach vier Monaten im Dezember 1210 wegen Wasser- und Nahrungsmangels. Raimund wurde gefangen genommen und nach Carcassonne in Kerkerhaft verbracht, wo er kurze Zeit später verstarb.

## Nachkommen
Raimund III. hatte zwei Söhne und zwei Töchter: Olivier de Termes (um 1200–1274) wurde einer der berühmtesten Ritter des Hochmittelalters; der zweitälteste Sohn Bernard starb während der Kämpfe zur Rückeroberung der Insel Mallorca (1228/29). Die beiden Töchter Blanche und Raimonde heirateten Abkömmlinge bedeutender Familien des Languedoc.